# Pont-canal de Tréboul
 (mars 2015).
Le pont-canal du Tréboul est un des nombreux ponts-canaux du Canal du Midi. Il se trouve sur la commune de Lasbordes (Aude). 

## Localisation
Il enjambe le ruisseau de Tréboul qui se jette plus loin dans le Fresquel. Il est situé à 100 m de l'écluse de Tréboul.